# جنوب هولندا
جنوب هولندا (بالهولندية: Zuid-Holland ) هي مقاطعة هولندية، تقع جنوب غرب البلاد ومطلة على بحر الشمال. عاصمة المقاطعة هي مدينة لاهاي وأكبر مدينة فيها هي روتردام، وهي المقاطعة ذات أعلى كثافة سكانية في هولندا فمساحتها 3403 كم² وعدد سكانها 3.560.205 حسب إحصائية عام 2012.المقاطعة محاطة ببحر الشمال من الغرب و المقاطعات الهولندية التالية: زيلند من الجنوب، شمال برابنت من الجنوب الشرقي، خيلدرلند ومقاطعة أوترخت من الشرق، و شمال- هولندا من الشمال. مدن لايدن وجودا (مدينة) ودلفت تحتوي على عدة مبانٍ قديمة تعود للسبعينات. من أشهر الأنهار والمسطحات المائية الأخرى في المقاطعة: نيوي ماس، و نيوي و اتروغ، و أودي ماس، و هارينغفليت، و هولاندس ديب.

## البلديات
تتكون مقاطعة جنوب هولندا من 60 بلدية:
| - ألبلاسردام - ألبراندزفارد - ألفن آن دن راين - باريندريخت - بيننيماس - بوديخرافن-ريودايك - بريله - كابيلا آن دن آيسل - كرمبنيرفارد - كرومستراين - دلفت - لاهاي - دوردريخت - خيسينلاندن - خوريه- أوفرفلاكيه - خوريكوم - جودا | - هاردينكسفيلد- خيسيندام - هيليفوتسلاوس - هندريك- إيدو- أمباخت - هيليخوم - كاخ آن براسم - كاتفايك - كوريندايك - كريمبن آن دن آيسل - لانسينجيرلاند - ليردام - ليدن - لايدردورب - لايتسيندام- فوربورخ - ليسه - ماسلاوس - ميدن- دلفلاند - مولنفارد | - نيوكوب - نيسافارد - نوردفايك - نوردفايكرهاوت - أوخستخيست - آود- بايرلاند - بابندريخت - باين آكر- نوتدورب - ريدركيرك - رايسفايك - روتردام - سخيدام - سليدريخت - ستراين - تايلنجن | - فلاردينجن - فورسخوتن - فادينكسفين - فاسينار - فيستلاند - فيستفورنه - زيدريك - زوترمير - زوترفاوده - زاودبلاس - زفايندريخت |

في عام 2015 تم دمج بلديات بيرخامباخت ونيدرلك وآودركيرك وسخونهوفن وفليست في بلدية كرمبنيرفارد، كما تم دمج بلديتي برنيسه وسبايكينيسه في بلدية نيسافارد .

## أعلام
- فيلم أينتهوفن

## وصلات خارجية
- الموقع الرسمي